# Emoia longicauda
Espèce
Synonymes
- Euprepes longicauda Macleay, 1877
- Euprepes simillimus Macleay, 1877
- Emoia cuneiceps De Vis, 1890
- Lygosoma cyanogaster keiensis Sternfeld, 1918
- Lygosoma cyanogaster aruensis Sternfeld, 1920
- Emoia keiensis (Sternfeld, 1918)

Emoia longicauda est une espèce de sauriens de la famille des Scincidae.

## Répartition
Cette espèce se rencontre :
- au Queensland en Australie ;
- en Nouvelle-Guinée ;
- dans l'archipel Bismarck en Papouasie-Nouvelle-Guinée.

## Publication originale
- Macleay, 1877 : The lizards of the Chevert Expedition. Proceedings of the Linnean Society of New South Wales, vol. 2, p. 60-69 & 97-104 (texte intégral).